# Lumines
Lumines: Puzzle Fusion (ルミネス −音と光の電飾パズル− Ruminesu − Oto to Hikari no Denshoku Pazuru −?) es un videojuego creado por el diseñador Tetsuya Mizuguchi, Desarrollado por Q Entertainment y publicado por Bandai en Japón y Ubisoft en Norteamérica. Fue lanzado el 12 de diciembre del 2004 en Japón, América del Norte el 24 de marzo de 2005 y Europa el 1 de septiembre de 2005 para la PlayStation Portable. El juego combina elementos de lógica y ritmo en que el objetivo del jugador es ordenar bloques de colores de 2×2 para formar la mayor cantidad posible de bloques en que sus cuatro partes sean del mismo color, esto mientras una línea vertical que avanza al ritmo de la música elimina los bloques uniformes ya formados.
Lumines: Puzzle Fusion vendió más de medio millón de copias en Norteamérica, Europa y Japón, y fue galardonado como el "Mejor Juego Portátil de 2005" por varios medios de comunicación. Varias publicaciones lo reconocieron como uno de los mejores juegos de 2005 y uno de los mejores títulos de lanzamiento de la historia. Fue elogiado por su música y jugabilidad; varios críticos lo describieron como adictivo y lo compararon con Tetris. Las versiones adaptadas recibieron menos elogios que la versión original; los críticos elogiaron la versión para móviles por sus nuevas características, pero criticaron su mala calidad de sonido, mientras que la versión para PS2 fue criticada por omitir algunas canciones presentes en el original. Los críticos elogiaron la versión remasterizada por mejorar la calidad del sonido y los gráficos, pero se mostraron decepcionados por la falta de un modo multijugador en línea como novedad. El juego generó numerosos spin-offs y secuelas para múltiples plataformas, convirtiéndose en la primera entrega de la serie Lumines.

## Jugabilidad
Lumines: Puzzle Fusion es un juego de rompecabezas de bloques que caen. El objetivo es organizar bloques agrupados que descienden desde la parte superior de un campo de juego de cuadrícula de 16×10 para crear cuadrados de un solo color una vez que hayan aterrizado. Los bloques agrupados tienen una forma de 2×2 y varían entre dos colores. Los jugadores pueden rotar los bloques agrupados descendentes, moverlos a la izquierda o derecha, o dejarlos caer directamente. Cuando parte de los bloques agrupados golpea una obstrucción, los bloques restantes se separan del resto y continúan cayendo. Se crea un cuadrado de un solo color cuando los bloques agrupados forman una forma de 2×2 del mismo color. Se pueden usar bloques adicionales del mismo color para crear formas más grandes. El juego termina cuando los bloques se apilan en la parte superior del campo de juego. Una línea vertical conocida como la "línea de tiempo" recorre el campo de juego de izquierda a derecha, borrando cualquier grupo de bloques de un solo color que toque y otorgando puntos por cada grupo. Si se crea un cuadrado en medio de la línea de tiempo en movimiento, solo se borran los que tocó la línea de tiempo y no se otorgan puntos. Los jugadores obtienen multiplicadores de puntuación crecientes al borrar cuadrados repetidamente en barridos consecutivos de la línea de tiempo. Se obtienen bonificaciones de puntuación adicionales al limpiar el campo de juego o reducir los bloques restantes a un solo color. La puntuación máxima es de 999.999 puntos. Los bloques con gemas incrustadas se conocen como "bloques especiales"; si se usan para crear cuadrados, permiten que la línea de tiempo elimine bloques adyacentes del mismo color. Cada escenario tiene una apariencia que afecta la apariencia del fondo, el esquema de colores de los bloques, la pista de música, los efectos de sonido y la velocidad de la línea de tiempo. Los escenarios con ritmos rápidos hacen que sea más difícil crear grandes combos y los escenarios con ritmos lentos pueden provocar que el campo de juego se llene más rápidamente mientras los jugadores esperan que la línea de tiempo se desplace por la pantalla. Lumines: Puzzle Fusion cuenta con cinco modos: Desafío, Diseño Único, Contrarreloj, Puzle y Versus. El modo Desafío es el principal y alterna entre diseños en un orden fijo de dificultad creciente. En el modo Contrarreloj, los jugadores tienen un tiempo limitado para eliminar tantos bloques como sea posible. El modo Puzle reta a los jugadores a organizar bloques para crear imágenes. En el modo Versus, los jugadores luchan contra oponentes de la IA o contra otros jugadores mediante conexiones inalámbricas. El modo Versus comienza con el campo de juego dividido por la mitad; el objetivo es eliminar casillas sucesivas, lo que reduce el espacio del jugador contrario.
Los puertos y remasterizaciones posteriores agregaron modos como Arcade, Misión, Aleatorio, y el modo Edición de aspectos. El modo Arcade está diseñado para puertos de teléfonos móviles; los jugadores completan un total de 10 etapas con batallas de CPU que sirven como etapas de jefe después de que se completa una cierta cantidad de etapas. El modo Arcade agrega bloques que pueden explotar, un tercer bloque de color dentro de ciertas etapas y nuevas formas de bloques agrupados, como rectángulos en forma de S o de tres bloques de ancho. El modo Misión asigna a los jugadores desafíos como despejar el escenario en una cierta cantidad de movimientos o despejar una cantidad específica de columnas. El modo Aleatorio crea sesiones de juego con un orden aleatorio de etapas. El modo Edición de aspectos permite a los jugadores personalizar su sesión de juego seleccionando el orden de los aspectos desbloqueados.

## Desarrollo
Tras el anuncio de la PlayStation Portable, Mizuguchi conceptualizó la idea de un juego que combinara una jugabilidad similar a la de Tetris con el énfasis en la música de su anterior trabajo Rez. Sin embargo, debido a problemas para conseguir la licencia de Tetris, decidió diseñar lo que sería Lumines.
La presencia de un jack de audífonos en la consola y las alusiones a que la PlayStation Portable sería "el Walkman del siglo XXI" influenció el diseño del juego como una experiencia centrada en la música.

## Lanzamiento
El juego fue lanzado como un título de lanzamiento para la consola en Japón en diciembre de 2004, mientras que en Norteamérica y Europa apareció en marzo y septiembre de 2005 respectivamente.
A fines de junio de 2007, se creó un downgrader para la versión 3.50 del sistema PSP, en el que era indispensable para su funcionamiento el uso de la primera versión del Lumines. Como consecuencia de esto, sus ventas aumentaron en todo el mundo. Sin embargo, Sony pidió a los principales comercios distribuidores de videojuegos que retirasen Lumines de la venta, por lo que el juego está actualmente descatalogado.[cita requerida]
Más adelante, se editaron ports para dispositivos móviles, Microsoft Windows y la PlayStation 2.

### Lumines Remastered
El 26 de junio del 2018 se publicó para PlayStation 4, Nintendo Switch, Xbox One, Windows y Amazon Luna una edición remasterizada del juego.

## Bandas sonoras
Se produjeron dos álbumes de bandas sonoras basados en la música de Lumines: Puzzle Fusion. Takayuki Nakamura lanzó un álbum de remix, titulado Lumines Remixes, el 9 de junio de 2005 a través de su sello Brainstorm. El primer disco del conjunto de dos discos contiene 21 pistas y el segundo, 19. El segundo álbum, Lumines Remastered Original Soundtrack, se lanzó digitalmente el 26 de junio de 2018 como parte de un paquete de lanzamiento limitado para las versiones de PS4 y Steam de Lumines Remastered. Limited Run Games puso a disposición copias de álbum doble por tiempo limitado el 26 de junio de 2019 como parte de un paquete con ediciones físicas del juego para PS4 y Switch.

## Recepción
El 11 de octubre de 2005 se confirmó que Lumines había vendido sobre medio millón de unidades desde su lanzamiento original e Japón en diciembre de 2004. Europa ha contribuido con 180 000 unidades desde su lanzamiento en septiembre de 2005, y Norteamérica ha vendido alrededor de 300 000 desde marzo. En Japón Lumines ha vendido alrededor de 70 000 unidades.[cita requerida]

## Secuelas
El año 2006 se lanzó la secuela Lumines II, juego que agregó canciones de artistas tales como Beck, Madonna y The Chemical Brothers, entre otros[cita requerida].